# Cosmotettix luteocephalus
Cosmotettix luteocephalus är en insektsart som beskrevs av Sanders och Delong 1927. Cosmotettix luteocephalus ingår i släktet Cosmotettix och familjen dvärgstritar. Inga underarter finns listade i Catalogue of Life.